# Corscia
Corscia je naselje in občina v francoskem departmaju Haute-Corse regije - otoka Korzika. Leta 1999 je naselje imelo 155 prebivalcev.

## Geografija
Kraj leži v severno-osrednjem delu otoka Korzike znotraj naravnega regijskega parka Korzike, 73 km jugozahodno od središča Bastie.

## Uprava
Občina Corscia skupaj s sosednjimi občinami Albertacce, Calacuccia, Casamaccioli, Castiglione, Castirla, Lozzi, Omessa, Piedigriggio, Popolasca, Prato-di-Giovellina in Soveria sestavlja kanton Niolu-Omessa s sedežem v Calacuccii. Kanton je sestavni del okrožja Corte.

## Zanimivosti
- župnijska cerkev Presvetega Odrešenika,
- kapela sv. Pankracija,
- kapela sv. Janeza Krstnika,
- ruševine romanske kapele sv. Regine v kanjonu Scala di Santa Regina.